# П'єр Дако
П'єр Дако Pierre Daco   — бельгійський психолог і психоаналітик .

## Біографія
Він народився у 1936 році і є вихованцем Шарля Бодуена та Карла Юнга. Також, він є членом Міжнародного інституту психотерапії та Міжнародного аналітичного фонду. Його твори відіграють роль у поширенні та посередництві в психології. Вони вражають своєю доступністю викладу та представляють собою синтез аналітичної психології та ортодоксального фрейдизму, хоча частково відступають від його механістичних засад.
Він помер у 1992 році  у віці 56 років в Коксейде.